# مورچه دیوانه لانگهورن
مورچه دیوانه لانگهورن (نام علمی: Paratrechina longicornis) نام یک گونه از تیره مورچه است.